# Mehtab Singh
Mehtab Singh (* 5. Januar 1948; † 6. Januar 2021 in Manesar) war ein indischer Boxer.

## Biografie
Mehtab Singh wuchs als Kind einer Bauernfamilie auf und begann im Alter von 21 Jahren mit dem Boxsport. Zwischen 1971 und 1976 wurde er Indischer Meister im Halbschwergewicht. 
Singh nahm an den Olympischen Sommerspielen 1972 in München teil. Im Halbschwergewichtswettkampf unterlag er in seinem Erstrundenkampf dem Brasilianer Valdemar Paulino de Oliveira. Nach seinen zwei Goldmedaillen bei den Asienmeisterschaften 1971 und 1973 wurde er noch im selben Jahr mit dem Arjuna Award ausgezeichnet. 1974 gewann er bei den Asienspielen in Teheran die Silbermedaille.